# Вусач-пурпуронадкрил Келера
Вусач-пурпуронадкрил Кеглера (Purpuricenus kaehleri (Linnaeus, 1758 = Cerambyx hungarica Herbst = Cerambyx melanocephalus Voet, 1778 = Purpuricenus menetriesi Motschulsky, 1845) — вид жуків з родини вусачів.

## Природоохоронний статус
Вид занесений до Червоної книги України.

## Хорологія
Хорологічно P. kaehleri належить до пан'європейської групи видів, європейського зооґеографічного комплексу. Ареал охоплює Європу, Кавказ, Закавказзя, Північний Іран, Малу Азію, Близький Схід. В Карпатському Єврорегіоні відомий за вказівкою Мар’яна Ломницького (1884 року) для Передкарпаття.

## Екологія
Дорослі комахи відвідують квіти. Літ триває з травня по серпень. Личинка розвивається у всихаючих гілках та стовбурах листяних дерев. 

## Морфологія

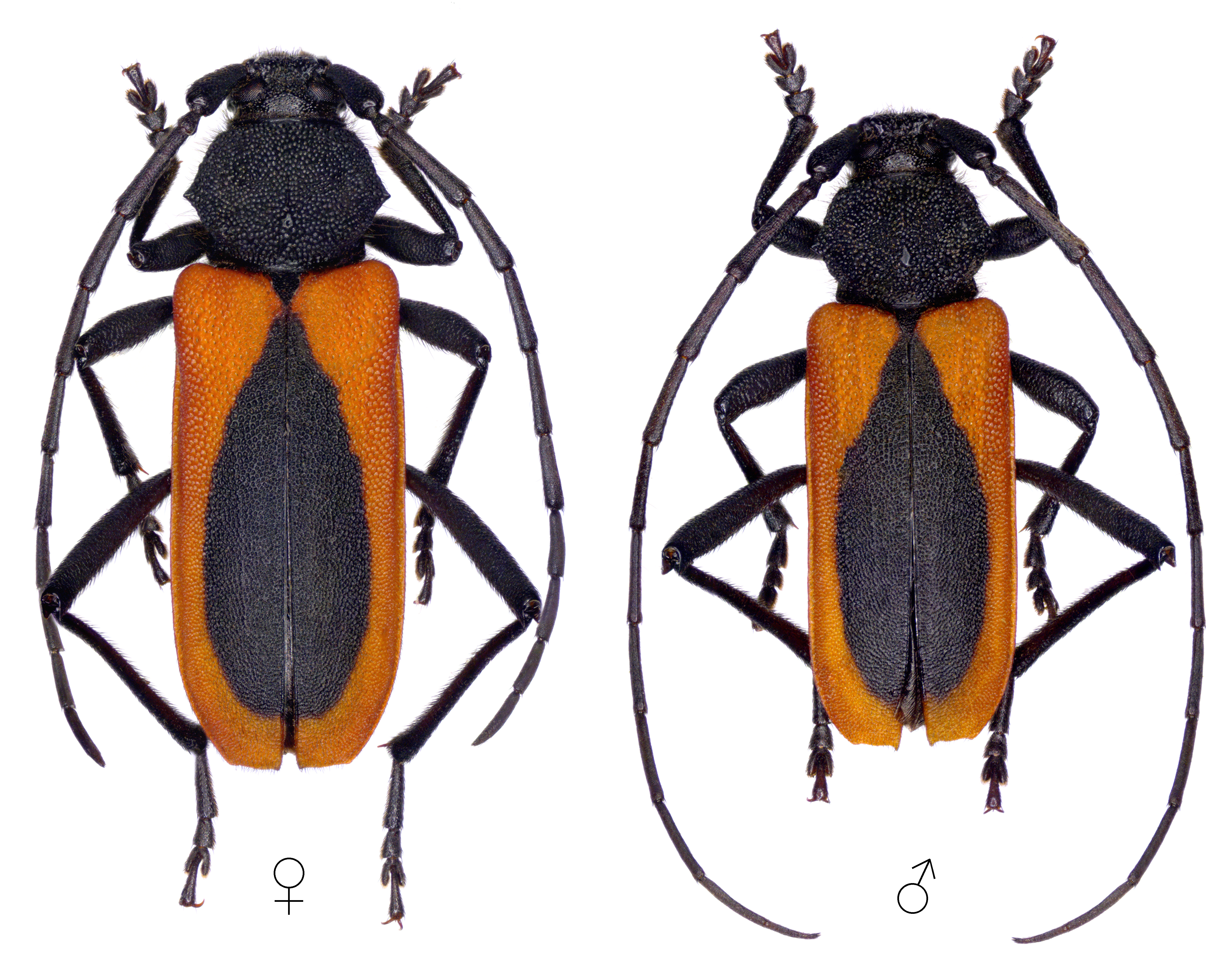
Самиця та самець (Донецька область, Україна)

### Імаго
P. kaehleri – це комахи середніх розмірів, довжина тіла яких варіює від 10 до 22 мм. Тіло жуків цілком чорне, за винятком надкрил, які забарвлені в яскраво червоний колір з великою чорною плямою вздовж шва, що схожа на краплину. Передньоспинка вкрита рідкими волосками, майже, гола. Іноді її передня або задня частини забарвлені в червоне.

## Життєвий цикл
Генерація – дворічна.